# YouTube
YouTube (Aussprache [ˈjuːtuːb oder ˈjuːtjuːb]) ist ein 2005 gegründetes Videoportal des US-amerikanischen Unternehmens YouTube, LLC mit Sitz im kalifornischen San Bruno, welches seit 2006 eine Tochtergesellschaft von Google LLC ist. Benutzer können auf dem Portal kostenlos Videoclips ansehen, bewerten, kommentieren und selbst hochladen. 2019 erzielte YouTube einen Jahresumsatz von 15 Milliarden Dollar.
Die Einnahmen werden zum Großteil durch das Abspielen von Werbespots generiert.
YouTube bietet drei Formen der Zugänglichkeit an: Öffentlich, Ungelistet oder Privat. Standard sind öffentliche Videos. Diese sind von jedermann anzusehen und in Suchergebnissen zu finden. Private Videos sind nur für den Uploader abspielbar. Ungelistete Videos sind nur mit Kenntnis des Aufruf-Links zugänglich; sie erscheinen nicht in Kanälen oder Suchergebnissen. Links zu ungelisteten vor 2017 hochgeladenen Videos wurden 2021 automatisch auf „Privat“ gestellt und somit unsichtbar – auch in Playlists.
Über das YouTube-Partnerprogramm ist es den Produzenten von Videos seit 2007 möglich, Geld zu verdienen (Videos monetarisieren). Häufig organisieren sich Produzenten zu Kooperationen in Netzwerken („Multi-Channel-Network“).

## Geschichte

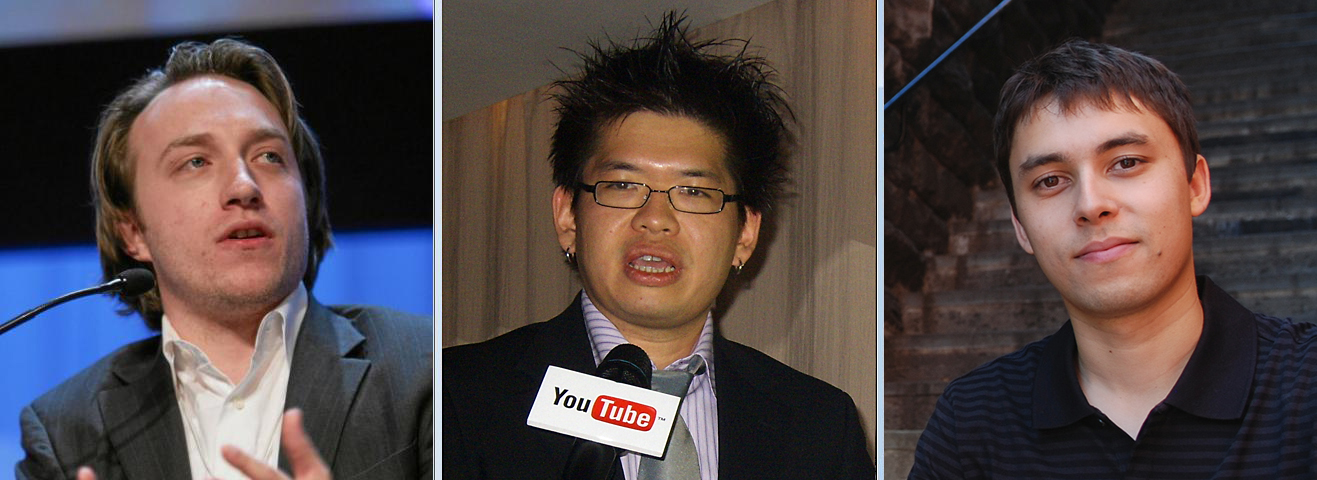
Die YouTube-Gründer Chad Hurley, Steve Chen und Jawed Karim (v. l. n. r.)

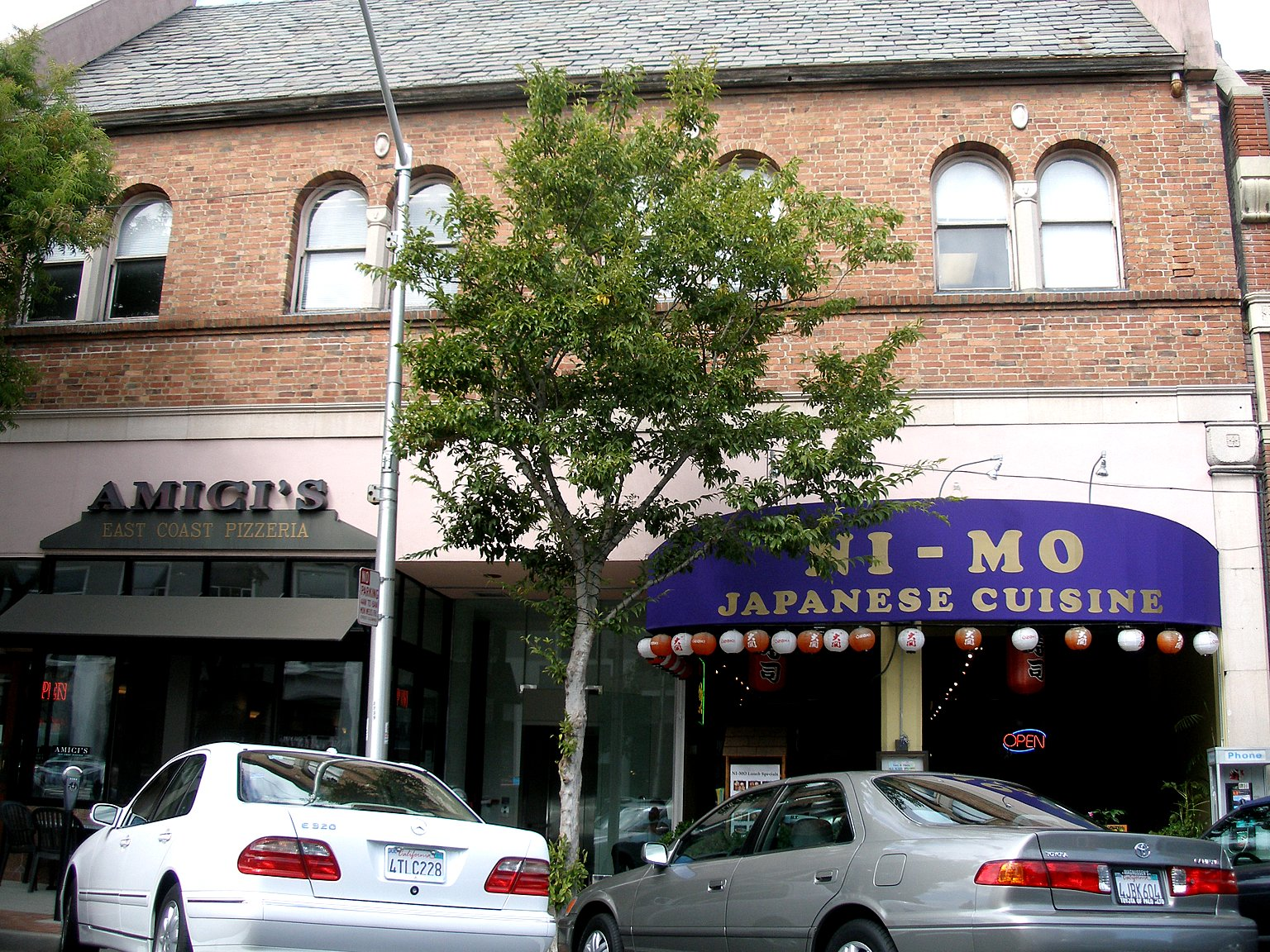
Bis 2006 befand sich die YouTube-Zentrale hier in der 1. Etage im kalifornischen San Mateo

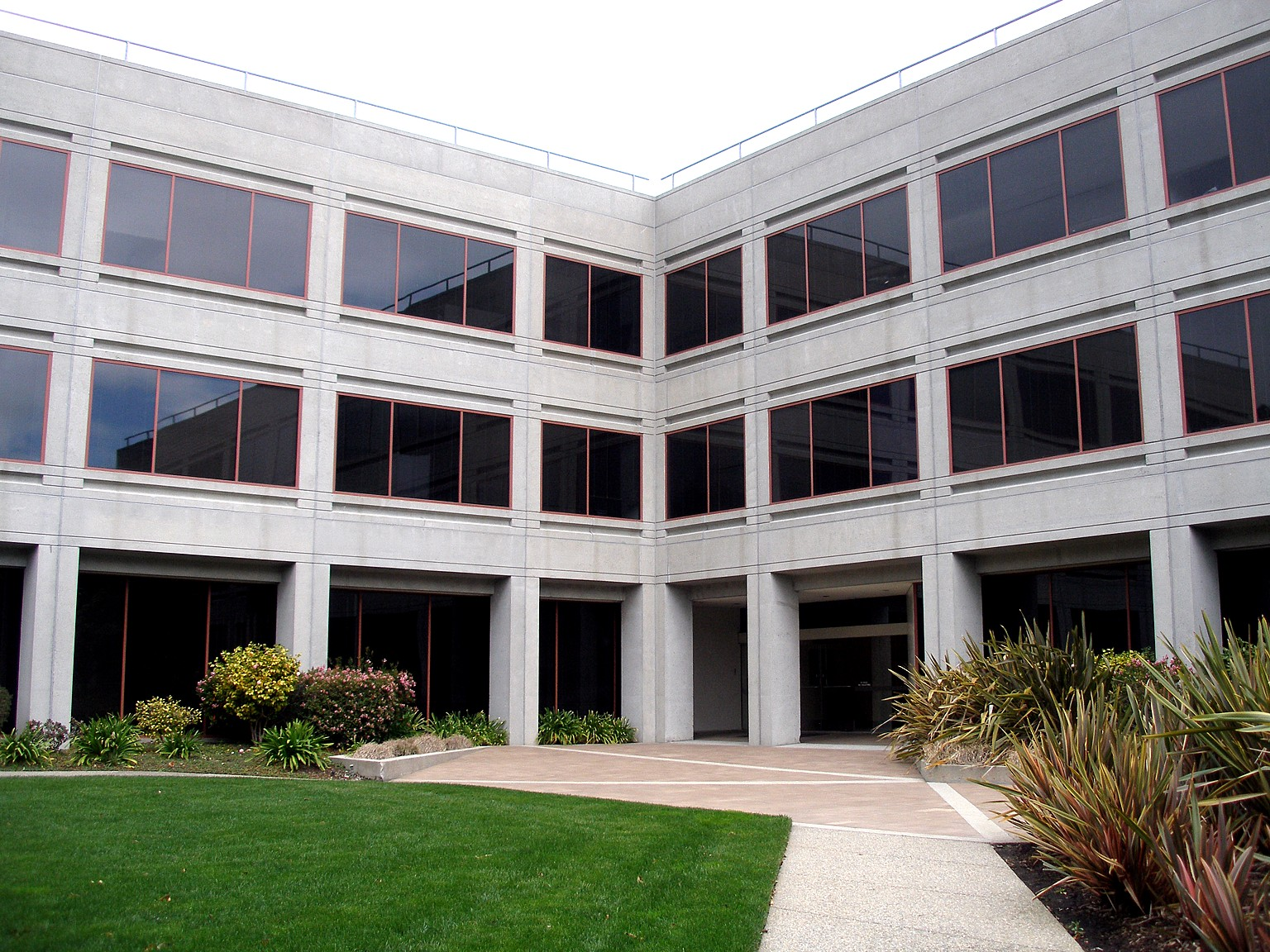
YouTube-Zentrale von 2006 bis 2010 im kalifornischen San Bruno

### Gründung und erstes Wachstum (2005 – 2006)
YouTube wurde am 14. Februar 2005 von den ehemaligen PayPal-Mitarbeitern Chad Hurley, Steve Chen und Jawed Karim gegründet. Der Begriffsteil „Tube“ (eigentlich: Röhre) bezeichnet umgangssprachlich einen Fernseher, abgeleitet von der darin früher verwendeten „cathode ray tube“ (dt. Kathodenstrahlröhre). Der Name im Ganzen (wörtlich: Du Röhre) könnte als „Du sendest“ verstanden werden. Ursprünglich sah das Konzept eine Art Datingplattform vor, allerdings wurde dieses Konzept nur wenige Tage nach dem Start verworfen. Es hatte sich gezeigt, dass die wenigen ersten Benutzer der Plattform anstelle von Dating-Videos Videos ihrer Haustiere oder von Urlaubserlebnissen hochgeladen hatten. Dies fanden die drei Gründer interessant und änderten das Konzept der Plattform in ein allgemeines Videoportal, bei dem die Nutzer selbst die Videoinhalte bestimmten. Dies stieß auf großen Anklang. Schon damals konnten hochgeladene Videos mit „Gefällt mir“-Zeichen und Kommentaren versehen werden. Der ursprüngliche Slogan ”Broadcast Yourself“ (deutsch: „strahle dich selbst aus“) bedeutete, dass jeder durch YouTube-Kanäle einen privaten fernsehähnlichen Kanal nachstellen kann. Dieser Spruch wurde bei einer Neugestaltung der Webpräsenz im Januar 2010 entfernt.
Das erste Video auf dieser Plattform, Titel Me at the zoo, wurde von Karim selbst am 23. April 2005 hochgeladen.
Am 9. Oktober 2006 wurde YouTube vom Suchmaschinenbetreiber Google für umgerechnet 1,31 Milliarden Euro (in Aktien) gekauft. Da die drei Gründer unterschiedliche Anteile am Unternehmen hielten, erhielten sie verschiedene Mengen an Google-Aktien: 694.087 + 41.232 Aktien für Hurley (damaliger Marktwert 345 Millionen US$), 625.366 + 68.721 Aktien für Chen (326 Millionen US$) und 137.443 Aktien für Karim (64 Millionen US$). Die Marke YouTube blieb bestehen; der Betrieb mit 67 Mitarbeitern – darunter die Gründer Chad Hurley und Steve Chen – führte die Geschäfte vorerst unabhängig weiter.
Zeitgleich erschien „QuickList“, eine Funktion zum Erstellen einer Warteschlange für nacheinander anzusehende Videos.

### Die „Broadcast Yourself“-Ära (2007–2013)
2007 führte YouTube einen jährlichen Wettbewerb zur Förderung der Talente auf der Plattform ein. Unter dem Namen „Secret Talents“ (Secret Talents Award) trat man den großen Castingshows mit einem Onlinecasting entgegen. Den Gewinnern wurden Förderungsbudgets und ein professioneller YouTube-Kanal als Preise geboten.
Das URL-Kürzel „YouTu.be“ fungierte 2007 als Imagehoster.
Etwa 2008 wurde „Warp Player“ erprobt, eine alternative visuelle Ansicht zum Durchstöbern von Videos, dessen Vorschaubilder in ein schwebendes Netz angezeigt wurden.
Eine Studie des Marktforschungsinstituts Hitwise von März 2008 ordnete YouTube 73 Prozent aller Besuche von US-Videoportal-Seiten zu. Das eigene Videoangebot der Muttergesellschaft Google kam in dieser Zeit auf 8,4 Prozent.
Im selben Jahr wurde eine Funktion zum Nachtragen frei platzierbarer Anmerkungen und Sprechblasen auf Videos eingeführt. Solche konnten ebenfalls auf andere Videos verweisen, welches die Erstellung interaktiver Videos ermöglichte. Die Funktion wurde in der mobilen App nicht eingeführt. Das Erstellen neuer Anmerkungen wurde im Mai 2017 endgültig deaktiviert und im Januar 2019 gänzlich entfernt. Zum Verweisen auf andere Videos stehen am Videoende platzierbare „Infokarten“ zur Verfügung.
Seit Oktober 2008 lässt sich per Zeitstempel-URL auf gewünschte Stellen in Videos verweisen.
2009 wurde die Syndikationsfunktion „AutoShare“ eingeführt, welche auf Twitter und Google Plus, ursprünglich auch Facebook und Google Reader, das automatische Teilen von Aktivitäten aus der Kanal-Feed-Seite wahlweise ermöglichte: Neuveröffentlichungen, positive Bewertungsabgaben, zu Wiedergabelisten hinzugefügte Videos, und abonnierte Kanäle. Diese Funktion wurde am 31. Januar 2019 entfernt, und die „Feed“-Unterseite wurde Mitte 2020 abgeschafft.
Ende 2009 wurde das Erzeugen von Untertiteln durch automatische Spracherkennung erstmals auf Englisch eingeführt. Ende 2012 wurde es auf sechs europäische Sprachen erweitert.
Am 3. April 2010 wurde Bewertungen, die Nutzer abgeben können, wenn ein Video dies unterstützt, auf einer Skala von einem bis fünf Sternen durch „Gefällt mir“- und „Gefällt mir nicht“-Felder ersetzte, da Nutzer davor meist fünf oder einen Stern vergaben.
Am 6. März 2012 wurden Vorschau-Tooltips auf der Videosuchleiste erstmals erprobt. Diese zeigen beim Überfliegen mit dem Mauszeiger Vorschaubilder an, beim Gedrückthalten einen virtuellen Filmstreifen mit umgebenden Vorschaubildern, und bei Videos mit ab 90 Minuten Länge einen vergrößerten Ausschnitt der Suchleiste, während zuvor lediglich ein einfacher Zeitstempel angezeigt wurde.
Das Design von YouTube wird mitunter verändert. Am 7. März 2012 erhielten alle Kanäle auf YouTube ein einheitliches Design, welches der seit Juli 2011 erprobten Gestaltung „Cosmic Panda“ ähnelt.
Im August 2012 wurde YouTube Movies in Deutschland gestartet. YouTube Movies ist ein separater Bereich der Plattform für professionelle Kinofilme und Dokumentationen, darunter beispielsweise Dune oder Dawn of the Dead.
Ab September 2012 konnten mit Cookies neue Designs von YouTube aufgerufen werden. Rief man die mobile Website von YouTube mit dem Smartphone auf, so konnte man das neue Design bereits einsehen.
Im Frühjahr 2013 erfolgte die Umstellung auf das umgestaltete so genannte „One“-Layout für Kanalseiten, welches die zuvor vereinte Kanalseite in separate, über Karteireiter abgerufene Unterseiten wie „Videos“, „Playlists“, „Diskussion“, und „Kanalinfo“ unterteilt; benutzerdefinierte Hintergrundbilder entfallen. Auf der Kanalhauptseite lassen sich Wiedergabelisten und meistaufgerufene Videos wahlweise als kompaktes horizontales Raster oder vertikale Liste mit Videobeschreibung einbinden. Grob ist dieses Kanallayout 2021 noch in Betrieb.
Im Oktober 2013 stellte YouTube ein neues Design vor, das sich am Design von Google+ anlehnt. Seit der Umstellung dürfen nur noch Google+-Mitglieder Videos kommentieren.

### Die YouTube-Jahre unter Susan Wojcicki's Führung (2014–2023)
Im Februar 2014 wurde Google-Managerin Susan Wojcicki YouTube's neue CEO.
Seit Ende 2015 bietet Google mit YouTube Gaming eine alternative Oberfläche von YouTube an, welche sich auf Videospiele spezialisiert hat. So soll es beispielsweise einfacher sein, Videospielkanäle zu finden.
Im Herbst 2017 bekam YouTube ein neues Design, welches an Googles Material Design angelehnt ist.
Zudem testete Google seit 2017 die „Community“-Kanalunterseite, welcher es den Videoerstellern erlaubt, Text, Bilder oder Umfragen ähnlich wie in einem sozialen Netzwerk zu posten. Im Winter 2017 wurde die Funktion auch für größere Kanäle außerhalb der USA freigeschaltet. Zum Stand April 2021 wird die Funktion Kanälen ab Tausend Abonnenten erteilt. Die neue „Community“-Unterseite ersetzt „Diskussion“; bestehende Diskussionen werden nicht beibehalten.
Im März 2018 wurde ein Bild-in-Bild-Modus, zum Navigieren der Plattform und gleichzeitig festgehaltenem Videofeld in der Bildschirmecke, in der Desktop-Webseite eingebracht. Es wurde ebenfalls kurzzeitig eine obige Leistenansicht des Videobereiches beim Abrollen der Wiedergabeseite erprobt, um das Lesen von Kommentaren ohne dem Ausblenden des Videobildes zu ermöglichen.
 Am 3. April 2018 wurde kurz vor 13 Uhr (UTC) ein „aktiver Schütze“ (active shooter) in der YouTube-Zentrale in San Bruno, San Francisco, gemeldet. Die 39-jährige Nasim Najafi Aghdam eröffnete das Feuer, drei Personen erlitten Schusswunden; dann erschoss sie sich. Auf ihrer Website fand man ihre Beschwerde, dass sie mit über 350.000 Aufrufen nur $0,10 an Werbeeinnahmen erzielt habe.

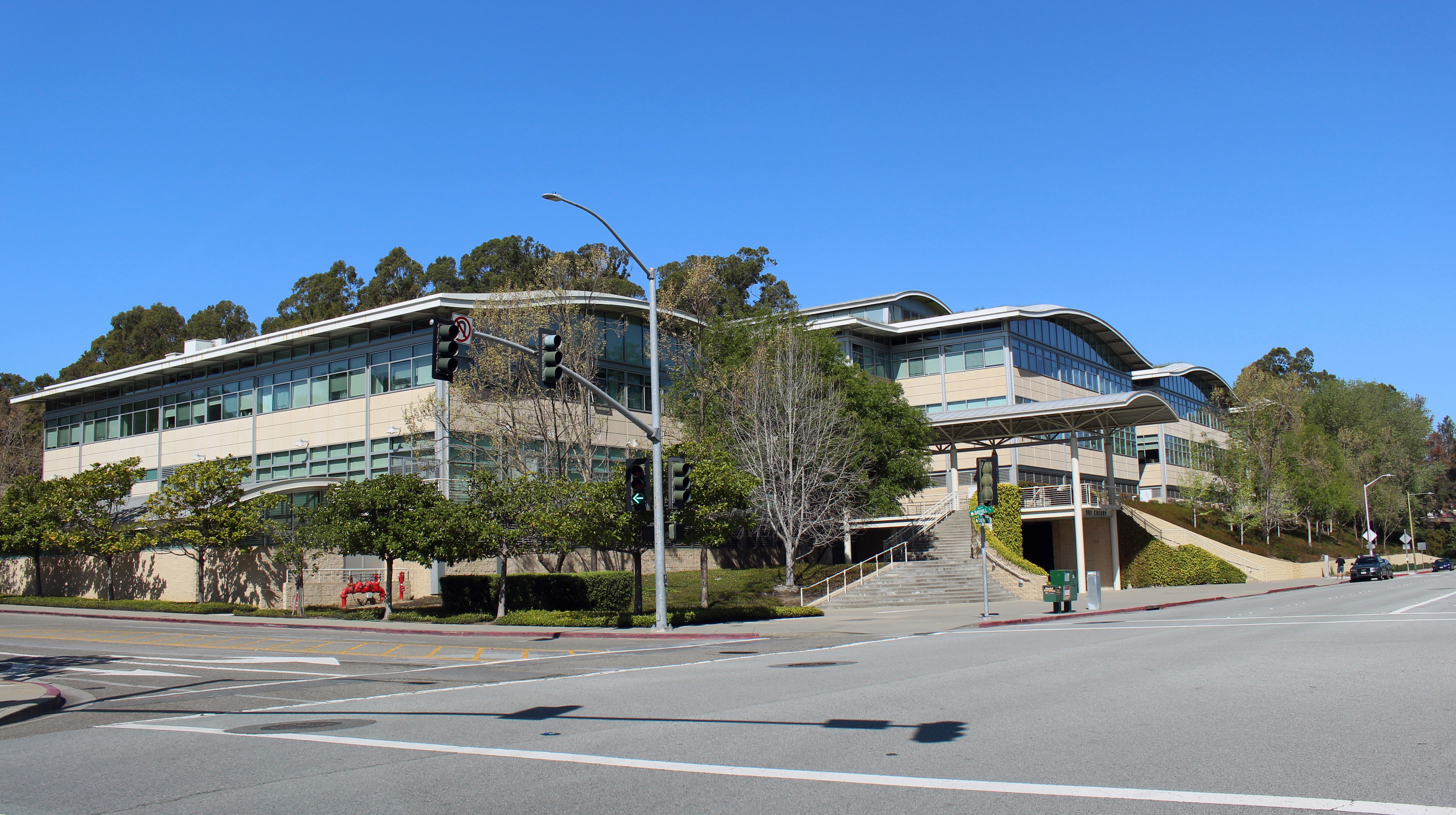
YouTube-Hauptzentrale (2017)

Mitte Juni 2018 startete YouTube Premium in Deutschland. Damit können Nutzer gegen ein monatliches Entgelt werbefreie YouTube-Videos sowie exklusive Serien und Filme schauen.
Ebenfalls Mitte Juni ging in Deutschland der Musik-Streamingdienst YouTube Music an den Start. In der Schweiz starteten die beiden Dienste im November 2018.
Seit September 2019 werden Abonnentenzahlen öffentlich nur auf die ersten drei Ziffern abgerundet angezeigt. Dies beeinträchtigte die Funktion der von Drittanbietern wie Social Blade bereitgestellten Webanwendungen zur Echtzeit-Anzeige der Abonnentenzahl. Die genaue Abonnentenzahl steht lediglich im „YouTube Studio“ Kanalbetreibern zur Verfügung.
Im November 2019 wurde erneut eine Warteschlangenfunktion eingeführt, nachdem die bereits 2006 bestehende ähnliche „QuickList“-Funktion zwischenzeitlich entfernt wurde. So lassen sich Videos vorab auswählen, zur automatischen fortgesetzten Wiedergabe bei Ende des Aktuellen.
Seit Dezember 2019 steht die Möglichkeit zur Freigabe der automatisch erzeugten Wiedergabeliste mit positiv bewerteten Videos nicht mehr zur Verfügung.
Am 20. März 2020 kündigte YouTube an, die Bildqualität in Europa wegen der COVID-19-Pandemie zu drosseln.
Die Möglichkeit, über neu veröffentlichte Videos ausgewählter Kanäle über E-Mail benachrichtigt zu werden, wurde August 2020 entfernt, da laut Angaben von Google nur 0,1 % solcher Benachrichtigungen geöffnet werden würden. Es verbleiben lediglich Push-Benachrichtigungen für Mobilgeräte, und das interne Benachrichtigungssystem der Webseite für Heimrechner (Desktop und Laptop).
In September 2020 wurde die Möglichkeit zum Einreichen von Untertitelvorschlägen durch Zuschauer entfernt.
Im Juli 2021 wurden alle vor 2017 als „ungelistet“ hochgeladenen Videos auf „Privat“ umgestellt und sind somit ohne Eingriff von Kanalbetreibern nicht mehr abspielbar.
Seit November 2021 ist die Anzahl der Dislikes (Bewertungen mit „Mag ich nicht“) nicht mehr öffentlich einsehbar. Laut einer Mitteilung des Betreibers solle damit „organisierter Missbrauch“ der Funktion unterbunden werden. Die Begründung wird von Kritikern als vorgeschoben oder fadenscheinig bezeichnet. Die Ankündigung und das Update wurden von der YouTube-Gemeinschaft stark kritisiert, unter anderem von dem YouTuber und YouTube-Mitbegründer Jawed Karim, da Nutzer nur durch Dislikes betrügerische, wenig hilfreiche, gefährliche, explizite, diskriminierende oder allgemein minderwertige Videos schnell erkennen können. Um dem entgegenzusteuern, können Nutzer der YouTube-Website die Browser-Erweiterung Return YouTube Dislike installieren, welche die ungefähre Bewertungszahl anhand historischer Daten und dem Bewertungsverhalten der Nutzer einschätzt. Für Android bieten YouTube Vanced und YouTube ReVanced die Option an, negative Bewertungen anzuzeigen; die Daten werden von Return YouTube Dislike vermittelt.

### Gegenwart (2023 – heute)
Am 16. Februar 2023 gab Wojcicki bekannt, dass sie als CEO zurücktreten würde, und ernannte Neal Mohan zu ihrem Nachfolger. Wojcicki übernahm eine beratende Funktion für Google und die Muttergesellschaft Alphabet. Wojcicki starb eineinhalb Jahre später am 9. August 2024 an nicht-kleinzelligem Lungenkrebs.
Ende Oktober 2023 begann YouTube, gegen die Verwendung von Werbeblockern auf der Plattform vorzugehen. Den Nutzern von Werbeblockern wird eine Meldung angezeigt, in der sie aufgefordert werden, Werbung zuzulassen oder das werbefreie YouTube-Premium-Abonnement zu abonnieren. YouTube sagt, dass die Verwendung von Werbeblockern gegen seine Nutzungsbedingungen verstößt. Im April 2024 kündigte YouTube an, dass es „die Durchsetzung von Drittanbieter-Apps, die gegen die Nutzungsbedingungen von YouTube verstoßen, insbesondere Werbeblocker-Apps, verstärken wird“.
Im Dezember 2024 führte YouTube neue Richtlinien ein, die Videos mit Clickbait-Titeln verbieten, um die Qualität der Inhalte zu verbessern und Fehlinformationen zu bekämpfen. Die Plattform zielt darauf ab, Urheber zu bestrafen, die irreführende oder reißerische Titel verwenden, mit möglichen Maßnahmen wie der Entfernung von Videos oder der Sperrung von Kanälen. Nach Angaben von YouTube wird diese Richtlinie zunächst schrittweise in Indien eingeführt, soll aber in den kommenden Monaten auf weitere Länder ausgedehnt werden.
Am 14. Februar 2025 feierte YouTube 20 Jahre seit seiner Gründung.

## Logos

Logo von Februar 2005 bis Oktober 2006
Logo von Oktober 2006 bis 30. November 2011
Logo vom 1. Dezember 2011 bis 18. Dezember 2013
Logo vom 19. Dezember 2013 bis 16. Oktober 2015
Logo vom 17. Oktober 2015 bis 28. August 2017
Logo vom 29. August 2017 bis 5. Februar 2025
Logo seit dem 6. Februar 2025

## Technik
YouTube verwendet als Webserver Apache, für Bilder und andere statische Inhalte wird eine modifizierte Version von Lighttpd mit verbesserter Lastverteilung genutzt. Zum Speichern der publizierten Videofilme kam anfänglich das Flash-Container-Format (Dateinamenserweiterung: flv) sowie das für mobile Endgeräte gedachte Containerformat 3gp zum Einsatz. Später begann das Unternehmen allerdings, seine Videos auch im MPEG-4-Container-Format und im WebM-Container-Format anzubieten. Die entsprechenden Video-Versionen können über einen Link unterhalb der normalen Version aufgerufen werden. Seit dem 25. November 2008 werden geeignete Videos zudem im 16:9-Breitbildformat angezeigt.
Seit Anfang 2010 ist es auch möglich, einen Großteil der Videos im HTML5-Format und damit mit Browser-Bordmitteln anzusehen. Dies konnte auf einer speziellen Seite aktiviert werden. Seit Mitte 2014 sind alle Videos im HTML5-Format verfügbar. Dieses wird heute von allen gängigen Browsern unterstützt und ist mittlerweile das Standardformat bei YouTube. Bei der Einführung 2014 war eine Nutzung des Angebotes mit dem Internet Explorer nur teilweise möglich. Dieser benötigte für die volle Unterstützung zusätzlich das Google-Chrome-Plugin.
Die YouTube-Oberfläche ist in der Programmiersprache Python realisiert. Als Datenbankmanagementsystem kommt MySQL zum Einsatz.

### Videos ansehen und archivieren

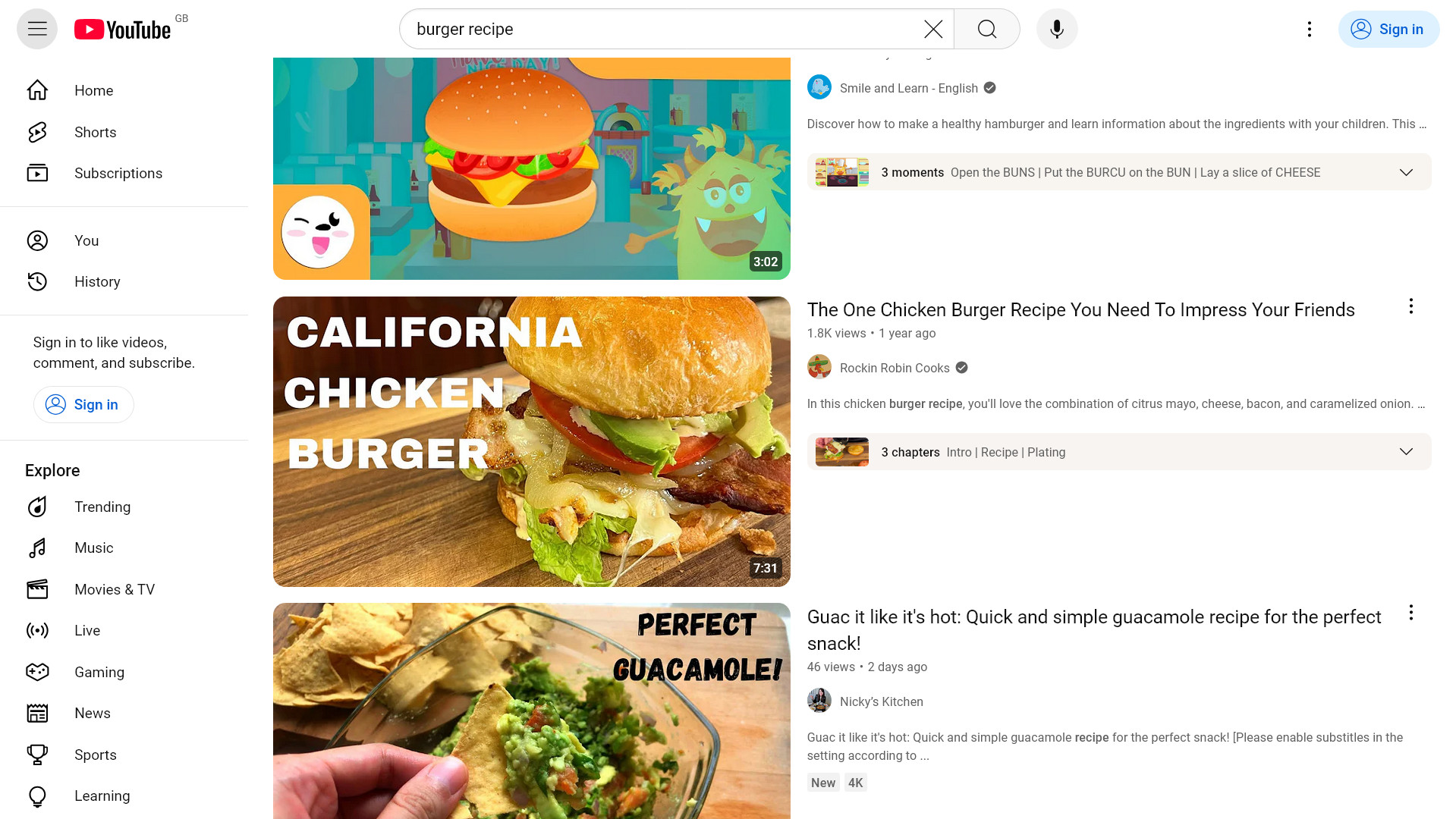
YouTube-Suchergebnisse
(Stand: November 2024)

Die Videos lassen sich online als Stream im Webbrowser betrachten. Bis 2010 war hierfür die Installation des Adobe-Flash-Plug-ins erforderlich. Seit Anfang 2010 ist es auch möglich, Videos (durch den Video- und Audio-Tag von HTML5) ohne Plugin abzuspielen.
Die Plattform kann Videos wahlweise in niedrigeren Auflösungsstufen ab 144p bereitstellen. Dies dient der flüssigen Wiedergabe an Orten und Ländern mit begrenzter Verbindungsgeschwindigkeit sowie Schonung von Mobilfunk-Datenvolumen.
Auf YouTube kann jeder Nutzer ein kostenloses Konto anlegen und Videos als Favoriten speichern. Bis zum 5. Dezember 2019 konnte diese Favoritenliste wiederum von anderen Nutzern eingesehen werden. Wenn man nicht wollte, dass andere die eigene Favoritenliste durchsehen können, ließ sie sich für andere Besucher der Seite verbergen.
Technische Merkmale der Wiedergabe wie die Puffergröße, Auflösung, Bildwiederholfrequenz, und Übertragungsgeschwindigkeit, sowie Optionen zum Kopieren der Videoadresse, wahlweise mit Zeitstempel, und zum automatischen Wiederholen, sind in einem durch Rechtsklick öffenbaren Kontextmenü im Videofeld abrufbar.

### Videos publizieren
Videos können zu YouTube in verschiedenen Formaten (wie beispielsweise AVI, MPEG, WMV oder QuickTime) hochgeladen werden. Empfohlen wird eine Videoauflösung von 480 × 360 Pixeln oder höher. Die Videos werden bei der Konvertierung in das Flash-Video-Format und in MP4/WebM-Container mit H.264-Codec überführt. Die Skalierung eliminiert eventuelle Qualitätsverluste, die durch eine verlustbehaftete Formatkonvertierung entstehen können. Die Beschränkung der Dateigröße auf der Client-Seite liegt bei 20 GB, jedoch ist ab 2 GB Java nötig. Ein wiederaufnehmbares Hochladen ist ebenfalls möglich.
Bis Juli 2010 durften die Clips eine Größe von 2 GB haben und mussten kürzer als elf Minuten sein. Mit einem Director-Konto war es möglich, längere Videos zu publizieren, diese Regelung wurde allerdings aufgehoben. Nur noch Alt-Director-Kontos und Premium-Partner konnten längere Videos hochladen. Im Juli 2010 wurde die maximale Länge auf 15 Minuten angehoben. Seit Dezember desselben Jahres hat YouTube begonnen, bei ausgewählten Nutzern, die nicht gegen die Nutzungsbedingungen von YouTube verstoßen haben, die Zeitbeschränkung aufzuheben.
Einige Nutzer haben dieses Privileg wieder verloren. Die Dateigrößenbegrenzung besteht jedoch weiterhin. 2011 wurde die Möglichkeit geschaffen, das 15-Minuten-Limit durch eine Bestätigung des Accounts via SMS zu deaktivieren.
Seit Dezember 2008 ist es möglich, Videos in HD hochzuladen und anzusehen. Diese werden in der Auflösung 1280 × 720 Pixel wiedergegeben, also 720p. Seit Mitte November 2009 wird 1080p unterstützt. Weiterhin ist seit Juli 2009 das Hochladen in 3D möglich.
Seit Juli 2010 werden von YouTube auch Videos in 4K-Auflösung akzeptiert. Diese sind viermal so groß wie HD-Videos und haben eine Auflösung von 4096 × 2304 Pixel. Mittlerweile wird auch ein Google-Konto für ein YouTube-Konto benötigt, auch dann, wenn man schon langjähriger Besitzer eines solchen ist.

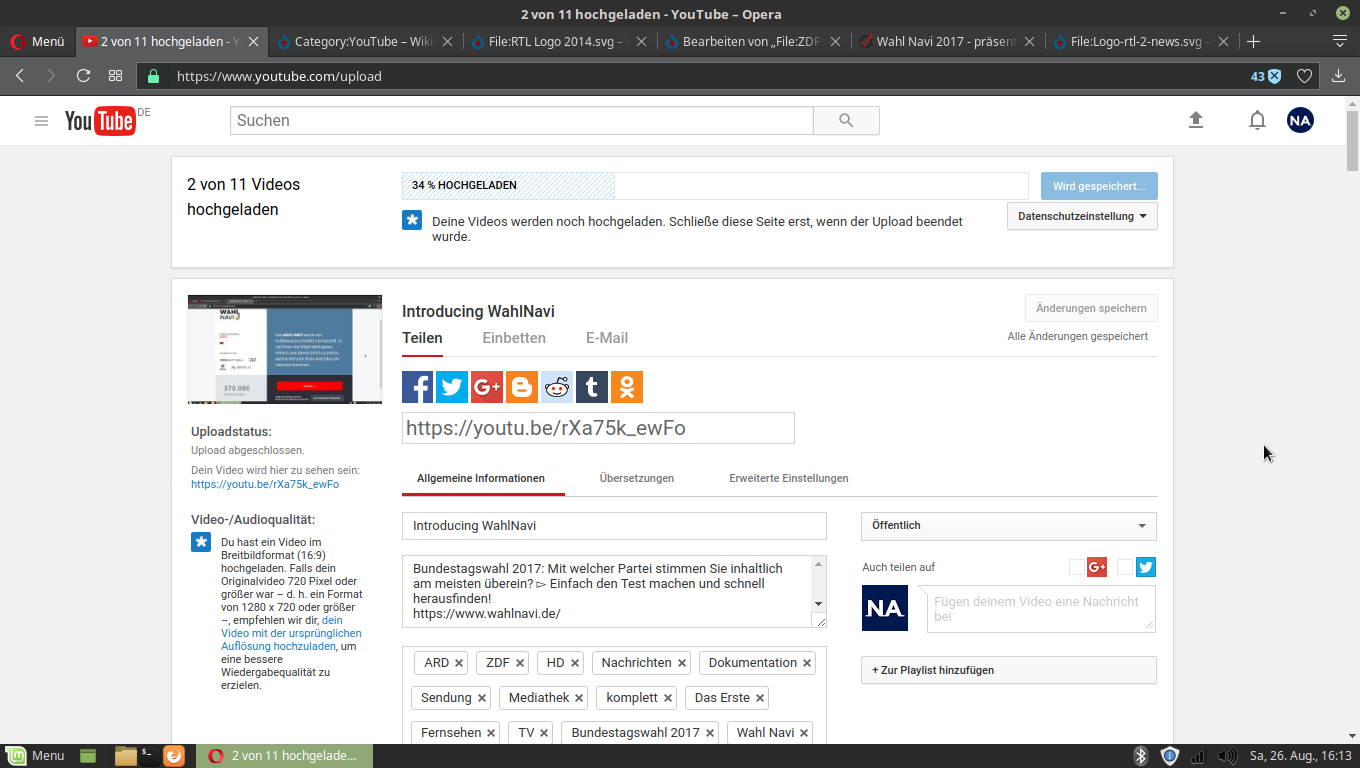
Video-Upload auf YouTube

Die Videoplattform unterstützt eine 360°-Videofunktion. Hierbei wird ein rundum Bewegen der Perspektive geschaffen. Die Perspektive ergibt sich aus dem Aufnahmepunkt, von dem der Zuschauer selbständig die Rotation der Kammeraktivität wählen kann. Diese Funktion kann auf dem Computer mit Positionsbuttons benutzt werden. Auf mobilen Endgeräten wird die Funktion nicht über Interfacebuttons ermöglicht, sondern über den verbaute Rotationsensor. Zudem könne der Nutzer VR-Brillen benutzen.
Die Wiedergabe ist bis zu einer Auflösung von 4K möglich.
Die Fähigkeit zum Einreichen neuer Videos über E-Mail war zur Unterstützung früherer Mobiltelefone mit eingeschränktem oder fehlendem Webbrowser vorgesehen. Sie wurde etwa 2015 aufgrund von Überfälligkeit entfernt.
Anfang 2016 wurde die Möglichkeit zur direkten Aufnahme und Einreichung mittels einer am Rechner angeschlossenen oder eingebauten Kamera entfernt.

### Datierung in Kalifornien
Gemäß der Lage des Unternehmenssitzes (San Mateo, dann San Bruno) in Kalifornien, USA, erfolgt die Datierung des Hochladens in der Zeitzone UTC−8 und somit numerisch 9 Stunden früher als MEZ (= UTC+1) anzeigt. Wird also morgens vor 9 Uhr MEZ ein Video hochgeladen, erhält es noch eine Datierung „vom Vortag“.

### YouTube-Kanal
Ein YouTube-Kanal (englisch Channel) ist der individuelle Bereich eines YouTube-Benutzers. Hier findet man unter anderem die öffentlichen Videos, Playlists und Informationen über den Kanal. Der Kanal lässt sich individuell gestalten; so kann man beispielsweise das Titelbild ändern, den Titel des Kanals ändern und Module wie Playlists hinzufügen und löschen.
Seit einiger Zeit veröffentlicht YouTube unter der Bezeichnung YouTube TV auch eigene Kanäle, die teilweise in Zusammenarbeit mit großen Fernsehsendern entstehen. Im Oktober 2012 kündigte das Unternehmen an, das Angebot auch in Deutschland zu starten. Von insgesamt 60 Kanälen sollen 12 für hiesige Nutzer abrufbar sein, wobei zum Beispiel eNtR berlin durch eine Zusammenarbeit mit der RTL-Tochter UFA/Fremantle im Web ausgestrahlt wird.
Am 22. Oktober 2012 wurde mit Ponk der erste YouTube-Originalkanal in Deutschland gestartet. Originalkanäle werden bzw. wurden von YouTube finanziell unterstützt.
Zu den bekanntesten deutschsprachigen YouTube-Kanälen gehören Freekickerz, BibisBeautyPalace, Julien Bam, Gronkh, The Voice Kids, Simon Desue, Dagi Bee, Julienco, ApeCrime und ConCrafter. Die Betreiber von YouTube-Kanälen werden auch als YouTuber oder, im offiziellen Jargon des Unternehmens, Videokünstler bezeichnet. Multichannel- oder YouTube-Netzwerke bündeln Videokanäle, um die Reichweite für Werbekunden zu erhöhen, bieten Hilfe bei der Vermarktung an und bauen Stars auf ihrer Videoplattform auf.
Im November 2019 gab YouTube eine Änderung seiner Geschäftsbedingungen bekannt, wonach ab dem 10. Dezember 2019 Kanäle geschlossen werden können, wenn die „Bereitstellung des Dienstes unwirtschaftlich“ sei. Dies löste besonders bei Betreibern kleinerer Kanäle Besorgnis aus.

### Externe Einbindung
YouTube bietet die Möglichkeit an, Videos auf der eigenen Website einzubinden. Dazu stellt YouTube auf der jeweiligen Videoseite unter Weiterleiten → Einbetten selbst einen Codeausschnitt zur Verfügung, der das Video in einem Inlineframe darstellt.
Diese Methode ersetzte im Sommer 2011 die bis dahin verbreitete Methode zur Einbindung durch Adobe Flash mittels Object-Code.

### Videoqualität

Die einstellbaren Auflösungen reichen von 144p bis 4320p, wenn das Video in einer dementsprechenden Auflösung vorliegt

Wie auch beim vergleichbaren Portal Google Video wurde in der Anfangszeit die meist geringe Qualität der Filme bemängelt. Mittlerweile ist es jedoch möglich, auf eine höhere Audio- und Bildqualität (HQ) umzuschalten. Videos stehen unter anderem in den Auflösungen 720p und 1080p und seit Juli 2010 auch 4096 × 2304 Pixel (4K2K) zur Verfügung, sofern sie in entsprechender Auflösung hochgeladen wurden. Seit Oktober 2014 unterstützt YouTube neben den üblichen Bildfrequenzen von 24 bis 30 Bildern die Bildfrequenz von 60 Bildern pro Sekunde. Auf der Consumer Electronics Show im Januar 2016 gab YouTube bekannt, zukünftig auch HDR-Videos unterstützen zu wollen. Die HDR-Unterstützung wurde dann im Herbst desselben Jahres implementiert.
Gegenwärtig akzeptiert YouTube Videos bis zu einer Auflösung von 8192 × 4320 Pixeln (8K), wobei jedes Video höchstens 12 Stunden lang und 256 GB (für per SMS bestätigte Kanäle, für unbestätigte Kanäle 20 GB) groß sein darf, je nachdem, welche Grenze zuerst erreicht wird.

## Nutzung
Die Popularität von YouTube gründet in der großen Zahl von Mitgliedern, die Video-Dateien hochladen, bewerten und kommentieren (Netzwerkeffekt). YouTube ist seit seiner Gründung rasant zum führenden Videoportal im Internet aufgestiegen. Im März 2008 ging man von einem Marktanteil in den Vereinigten Staaten von etwa 73 Prozent aus. Allerdings nahm YouTube 2018 bei Downstream-Traffic in Amerika nur Platz 5 ein (führend: Netflix), während YouTube in Europa die führende Plattform ist.
Nach dem Erfolg von YouTube versuchten sich in Deutschland private Fernsehsender an ähnlichen Angeboten. Im August 2006 bekannte sich RTL als Initiator der Videoplattform Clipfish (seit 2017 Watchbox), wenige Wochen später beteiligte sich ProSiebenSat.1 Media mit 30 Prozent am Konkurrenten MyVideo. Dennoch ist YouTube auch in Deutschland weiterhin Marktführer.
Auf der Plattform haben sich so über die Zeit große Fan-Communities von erfolgreichen Influencern entwickelt. Die Videodays sind Europas größtes YouTuber-Festival, auf dem Fans ihren Stars begegnen können. In den USA findet zudem die VidCon statt, die größte Video-Convention der Welt, die von der YouTube-Szene erheblich geprägt wird.
Laut ARD-ZDF-Onlinestudie nutzten 21 Prozent der Befragten YouTube im Jahr 2021 mindestens einmal pro Woche, um Fernsehsendungen anzuschauen, während 34 Prozent mindestens wöchentlich andere Videos oder Livestreams auf YouTube konsumierten. Doch YouTube wird nicht nur für Videoinhalte genutzt: 32 Prozent der Deutschen hören demnach mindestens einmal pro Woche Musik über die Plattform.

### Sprachen und Partner
Die Schnittstelle von YouTube ist in 76 verschiedenen Sprachversionen verfügbar, darunter auch Deutsch. YouTube arbeitet mit nationalen Partnern zusammen, die Material für das Portal bereitstellen. Wer zum Beispiel die deutsche Version von YouTube ansteuert (de.youtube.com), dem wird auf der Startseite in der Kategorie „Promotete Videos“ Filmmaterial von Partnern wie dem Sender ZDF oder dem Fußballverein FC Bayern München bereitgestellt.

### Statistik
Die Plattform entwickelte sich rasant. 2006 wurden täglich etwa 65.000 neue Videos hochgeladen und 100 Millionen Clips angesehen, das entspricht drei neuen Videos alle vier Sekunden (Stand: Oktober 2006). Im Oktober 2009 gab das Unternehmen bekannt, über eine Milliarde Videoabrufe pro Tag zu verzeichnen. Am 17. Mai 2010 berichtete YouTube von mehr als zwei Milliarden Aufrufen pro Tag. Im Mai 2013 wurden pro Minute über 100 Stunden Videomaterial auf die Plattform geladen.
Mit über 9,21 Milliarden Aufrufen (Stand August 2021) ist seit dem 4. November 2020 das Musikvideo zu Baby Shark von Pinkfong Songs das meistaufgerufene YouTube-Video. Es löste das Musikvideo von Despacito des Interpreten Luis Fonsi mit über 7 Milliarden Aufrufen ab. Mit über 42 Millionen „Gefällt mir“-Angaben ist Despacito noch das Video mit den meisten „Gefällt mir“-Angaben. Dieses löste im August 2017 das Musikvideo von See You Again des Interpreten Wiz Khalifa ab, das den Titel nur knapp einen Monat innehatte. Dieses wiederum löste das bis dahin seit vier Jahren meistgeklickte Musikvideo zu Gangnam Style ab.
Nach Berechnungen eines US-Unternehmens entfallen auf YouTube 10 Prozent des gesamten Datenverkehrs im Internet und 20 Prozent des HTTP-Aufkommens.
Ähnlich wie bei Google Analytics kann mit YouTube Analytics die Datenverkehrsanalyse von Videos und Videoclips ermittelt werden. Dieser Dienst steht ausschließlich dem Eigentümer des jeweiligen YouTube-Accounts zur Verfügung.

### Energieverbrauch
Heute liegt der Stromverbrauch pro Gigabyte bei 0,2 Kilowattstunden, etwa so viel, wie wenn man sich fünf Minuten lang die Haare föhnt. Früher brauchte es 20 Kilowattstunden, um ein Gigabyte an Daten im Internet herunterzuladen.

### Klickbetrug
Der einfach mögliche Klickbetrug zur Erhöhung von Besucherzahlen
wird von YouTube durch Löschung der vermeintlich erzielten Besucherzahl bestraft. Benutzer werden zusätzlich vor gewissen Techniken von Anbietern gewarnt, die gegen die Richtlinien verstoßen; gleichzeitig wird ihnen die kostenpflichtige „TrueView“-Funktion (Google Ads) zur Erhöhung von Besucherzahlen empfohlen. Bis August 2015 wurde der Kontrollalgorithmus bei über 300 Aufrufen aktiviert, so dass bei viralen Videos der Zähler etwa einen halben Tag bei 301 „eingefroren“ blieb. Nun werden unverdächtige Aufrufe sofort gezählt und nur verdächtige Aufrufe erst nach einer Überprüfung gegebenenfalls später hinzugezählt.

### Bedeutung
Ein Teil des politischen Diskurses von klassischen TV-Talkformaten findet auf YouTube statt. Dort haben die Zuschauer durch die Kommentarfunktion die Möglichkeit, direkt ihre Meinung mitzuteilen. So wurde beispielsweise im Zuge der Bundestagswahl 2017 durch Studio71, einer Tochterfirma von ProSiebenSat.1 Media, ein Format veröffentlicht, bei dem bekannte deutsche YouTuber Fragen an Angela Merkel stellen konnten. Das Video hierzu wurde am 16. August 2017 als Livestream auf YouTube veröffentlicht und verzeichnet bis November 2020 fast 2 Millionen Aufrufe.
Darüber hinaus löste YouTube das in den 1990er-Jahren boomende Musikfernsehen fast vollkommen ab, das bis dahin beinahe exklusiv die aktuelle „Popkultur“ verbreitete.
Für viele Produzenten sind Live-Übertragung zu Konzertveranstaltungen (etwa in größere Lichtspielhäuser) und entsprechende Online-Angebote bereits „Routine“ geworden. Auf kurzen YouTube-Videoclips wird in Form von „Trailern“ (ohne dass diese Bezeichnung explizit benutzt wird) für diese Veranstaltungen geworben sowie zugleich für die zugehörigen „Dokumente“ (Online-Konzerte), die beispielsweise bei den Berliner Philharmonikern in einer „Digital Concert Hall“ gesammelt und erhältlich sind.

### Apps für mobile Endgeräte
Die bis zur vierten Beta-Version von iOS 6 vorinstallierte App, bezeichnet als „YouTube“, ermöglichte es den iOS-Benutzern, YouTube-Videos anzusehen, obwohl das Betriebssystem keinen Flash-Player beinhaltet. Die App bot wie das Desktop-Portal auch eine Kommentar- und Favoritenfunktion und spielte Videos im Format H.264 ab. Apple hat die YouTube-App ab besagter Version aus dem Betriebssystem entfernt. Als Grund wurde ein Auslaufen der Lizenz zur Nutzung von YouTube durch Google Inc. genannt, jedoch sahen Branchenvertreter die Entfernung eher im zunehmenden Konkurrenzkampf beider Konzerne. Im Zuge dessen stellte Google Anfang September 2012 eine eigene iOS-App vor, die einen ähnlichen Funktionsumfang wie das Pendant von Apple bietet. Auf iOS-Geräten mit älteren iOS-Versionen war die YouTube-Anwendung bis Anfang 2015 weiterhin benutzbar, danach stellte Google die serverseitige Unterstützung endgültig ein.
Für das Google-eigene Betriebssystem Android existiert dagegen eine entsprechende Applikation.
Für Windows Phone existierte ebenfalls eine von Microsoft entwickelte App, die allerdings wegen Streitigkeiten zwischen Microsoft und Google nach kurzer Zeit nicht mehr auf YouTube zugreifen konnte. Aus diesem Grund wurde sie durch eine App ersetzt, die beim Start die mobile Website von YouTube im Internet Explorer Mobile öffnet.
Mit der am 21. August 2013 veröffentlichten App-Version 5.0 war es dann möglich, Videos als Pop-up in die untere Ecke zu ziehen und derweil andere Funktionen zu nutzen.
2013 wurde von YouTube die „YouTube Capture App“ veröffentlicht, die es Besitzern von Smartphones einfacher machen sollte, Filme aufzunehmen und direkt vom Smartphone über das eigene YouTube-Nutzerkonto zu veröffentlichen. Später wurde diese App in „YouTube Studio“ umbenannt.
NewPipe ist eine freie Android-App, die seit 2015 verfügbar ist.
2015 startete Google in den USA eine kinderfreundliche App-Version von YouTube. Seit 2017 ist der YouTube Kids genannte Ableger auch in Deutschland und Österreich als App für Android und iOS verfügbar.

## Finanzierung
Im November 2005 erhielt YouTube 3,5 Millionen US-Dollar vom Silicon-Valley-Risikokapitalgeber Sequoia Capital, der auch Google bei der Anfangsfinanzierung geholfen hatte. Im April 2006 bekam das junge Unternehmen weitere 8 Millionen US-Dollar von Sequoia.
Die Bewertung von YouTube stieg von 600 Millionen US-Dollar im Frühjahr 2006 auf 1,5 Milliarden US-Dollar bereits im Herbst desselben Jahres, als es von Google für diese Summe übernommen wurde. Laut einem Bericht der Zeitung New York Post waren Gesellschaften wie Viacom, Disney, AOL, eBay und Rupert Murdochs News Corp. – die Muttergesellschaft der New York Post – an einem Kauf von YouTube interessiert. Murdochs Medienimperium entfachte 2005 durch den Kauf des Portals Myspace für 580 Millionen US-Dollar einen neuen Internet-Kaufrausch.
Seit Mai 2013 gibt es kostenpflichtige Kanäle, die zur Finanzierung von YouTube beitragen. Begonnen wurde in den Vereinigten Staaten mit Partnern wie National Geographic oder ES.TV, deren Folgen für 99 Cent abonniert werden konnten. Kostenpflichtige Kanäle stehen sowohl auf der Website als auch auf Smartphones und Tablets zur Verfügung.

### Partnerprogramm und Multi-Channel-Networks
Nach anfänglicher Zurückhaltung begann YouTube im August 2007 mit Werbeeinblendungen bei Videos ausgewählter Partner. Die Partner werden an den Werbeeinnahmen ihrer Videos anteilig beteiligt. Videos, die von Privatpersonen hochgeladen wurden, sollen vorerst nicht mit Werbung gekoppelt werden.
Das Partnerprogramm war nach den Vereinigten Staaten auch in Kanada, Großbritannien, Japan, Australien und Irland verfügbar. Die Voraussetzungen für eine Teilnahme am Partnerprogramm sind das regelmäßige Hochladen von Originalvideos, deren Urheberrecht man besitzt. Außerdem müssen die Videos laut YouTube von Tausenden Benutzern geschaut werden. Am 26. Juni 2008 gab Google Deutschland bekannt, dass das Partnerprogramm nun auch in Frankreich und Deutschland verfügbar ist.
Alternativ zum YouTube-Partnerprogramm gibt es für Inhaber eines YouTube-Kanals die Möglichkeit, einem sogenannten Multi-Channel-Network (MCN) beizutreten, also einem Netzwerk, bestehend aus einer großen Zahl von YouTube-Kanälen. Die MCN verhandeln selbständig mit Werbepartnern und sollten theoretisch aufgrund ihrer enormen Reichweite höhere Preise für die geschalteten Werbeeinblendungen erzielen können. Zusätzlich bieten sie den Kanalinhabern mitunter weitere Dienstleistungen, wie Lizenzierung geschützter Inhalte, Zugriff auf leistungsfähige Aufnahmetechnik, Finanzierung, Beratung, Hilfe bei der Gewinnung von Abonnenten etc. Für ihre Dienstleistung erhalten sie einen vertraglich festgelegten Anteil der Werbeeinnahmen der beigetretenen YouTube-Kanäle, der von Google direkt an das MCN abgeführt wird. Hierfür existieren Software-Schnittstellen, die in ähnlicher Form auch von Rechteinhabern zur Markierung und ggfs. Blockierung urheberrechtlich geschützter Inhalte auf YouTube verwendet werden (Content-ID-System). Bekannte MCNs aus Deutschland sind Mediakraft Networks, Studio71, We Are Era und Endemol Beyond.
Wenn in den Videos eines YouTube-Kanals Inhalte gezeigt werden, an denen Dritte die Urheberrechte halten, ist es nicht möglich, mit diesem Kanal selbständig am YouTube-Partnerprogramm teilzunehmen. Wenn mit einem solchen Kanal Werbeeinnahmen erwirtschaftet werden sollen, ist der Beitritt zu einem MCN erforderlich, das sich um die Lizenzierung der geschützten Inhalte kümmert. Das MCN fungiert dabei in gewisser Weise als Treuhänder von Google. Zu Beginn des MCN-Systems waren von Google nur einzelne MCN zur Lizenzierung von Inhalten bestimmter Kategorien zugelassen. Der alleinige Lizenzpartner für Inhalte aus Computerspielen war beispielsweise das Unternehmen Machinima, das insoweit ein Monopol auf diese YouTube-Inhalte innehatte. Inzwischen sind weitere MCN zur Lizenzierung befugt, so dass in diesem Bereich nunmehr Wettbewerb herrscht. 
Die Vor- und Nachteile des MCN-Systems wurden von verschiedenen großen YouTubern kritisch diskutiert, darunter Hank Green, und Freddie Wong. Die MCNs werden teilweise für ihr Geschäftsgebaren kritisiert, zum Beispiel hinsichtlich Verträgen mit unbegrenzter Laufzeit oder den schieren Umfang ihres Kanal-Portfolios, das oftmals aus tausenden, teilweise sehr kleinen YouTube-Kanälen besteht.

### Subnetzwerke
Als Subnetzwerk bezeichnet man ein virtuelles Netzwerk unter einem Multi-Channel-Network, welches über keinen direkten Vertrag mit YouTube, sondern über ein Netzwerk eingeschränkten Zugriff auf Netzwerk-Funktionalitäten erhält. Die Ausübung als Subnetzwerk wird von vielen amerikanischen Netzwerken durch spezielle Software vereinfacht. Partner von Subnetzwerken unterschreiben einen Vertrag mit zwei Unternehmen gleichzeitig und werden dann im Multi-Channel-Network, welches das Subnetzwerk unterhält, eingeladen.
Aufgrund vieler Subnetzwerke, die den Markt überschwemmen und unflexibel gegenüber den YouTubern sind, führte YouTube im Juni 2016 eine Richtlinie ein, die Subnetzwerke verbietet.

## Rechtliche Aspekte
In Deutschland ist nach Aussage des Rechtswissenschaftlers Thomas Hoeren das Ansehen von YouTube-Videos in keinem Falle strafbar und das Herunterladen nur dann, wenn die Quellen offensichtlich rechtswidrig sind. Klare Definitionen zu „offensichtlich rechtswidrig“ gebe es laut Hoeren nicht, auch seien ihm Abmahnungen zu solchen Quellen unbekannt.

### Lizenzübertragung
In den Geschäftsbedingungen behält sich YouTube vor, hochgeladene Inhalte (Videos) weiterzuverkaufen oder zu lizenzieren, ohne den Autor vorher zu fragen.

### Urheberrecht
Nach der geltenden US-amerikanischen Rechtsprechung muss YouTube urheberrechtlich geschützte Inhalte erst nach einer Abmahnung durch die Rechteinhaber löschen (Opt-out-Verfahren).

#### Auseinandersetzungen mit der GEMA

##### Gerichtsverfahren
Die deutsche Verwertungsgesellschaft GEMA hatte laut einer Pressemitteilung vom 9. November 2007 mit YouTube, LLC eine Vereinbarung geschlossen, die zur Nutzung des Weltrepertoires musikalischer Werke durch deutsche Nutzer auf der YouTube-Plattform berechtige. Diese Vereinbarung lief zum 31. März 2009 ab. Über eine Verlängerung konnten sich beide Seiten nicht einigen. Im Mai 2010 brach die GEMA die Verhandlungen mit YouTube ab.
Auf dem Weg des vorläufigen Rechtsschutzes wollte die GEMA in Verbindung mit mehreren anderen Verwertungsgesellschaften daraufhin erreichen, dass insgesamt 75 Kompositionen bei YouTube nicht öffentlich zugänglich gemacht werden sollten. In einem Urteil vom 3. September 2010 verbot das Landgericht Hamburg die urheberrechtswidrige Verbreitung von drei Videos über YouTube. Am 20. April 2012 entschied das Hamburger Landgericht in erster Instanz in einem um zwölf Musiktitel geführten Musterprozess, dass das Internetportal keine Videos zu Musiktiteln bereitstellen darf, bei denen die GEMA urheberrechtliche Nutzungsrechte geltend gemacht hat. Dabei hafte YouTube nicht als Inhaltsanbieter hauptverantwortlich für illegal auf der Musikplattform eingestellte Musikvideos, sondern der Nutzer, der diese hochlädt. Gleichzeitig müsse YouTube jedoch stärker darauf achten, welche Videos eingestellt werden. Dies müsse zukünftig auch durch den Einsatz von Wortfiltern geschehen. Bei Zuwiderhandlung legte das Gericht im Einzelfall ein Ordnungsgeld von bis zu 250.000 Euro oder eine Ordnungshaft von bis zu sechs Monaten fest.
Am 21. Mai 2012 legte die GEMA Berufung ein, da ihr das Urteil „noch nicht weit genug“ reiche. Außerdem beklagte sie, YouTube wolle die Ergebnisse der Verhandlungen nicht offenlegen. Mit der Begründung, dass der „Einsatz von Filtern Innovationen und Meinungsfreiheit im Internet beeinträchtigen“ würde, legte auch YouTube Berufung gegen das Urteil vom 20. April ein. Am 1. Juli 2015 bestätigte das Hanseatische Oberlandesgericht das Urteil des Hamburger Landgerichts: YouTube und die Muttergesellschaft Google seien für hochgeladene Videos im Rahmen der Störerhaftung verantwortlich und in gewissem, zumutbarem Umfang auch verpflichtet, nach einem Hinweis auf Verletzung von Urheberrechten diese zu prüfen und die Titel gegebenenfalls zu sperren. Einen Tag zuvor entschied das Landgericht München in einem anderen Prozess, dass YouTube der GEMA für bestimmte bereits abgerufene Titel keinen Schadenersatz leisten muss. Auf Grundlage von 0,375 Cent pro Abruf bei 1000 exemplarisch ausgewählten Titeln belief sich der Streitwert auf rund 1,6 Millionen Euro.

##### Sperrung von Musikvideos

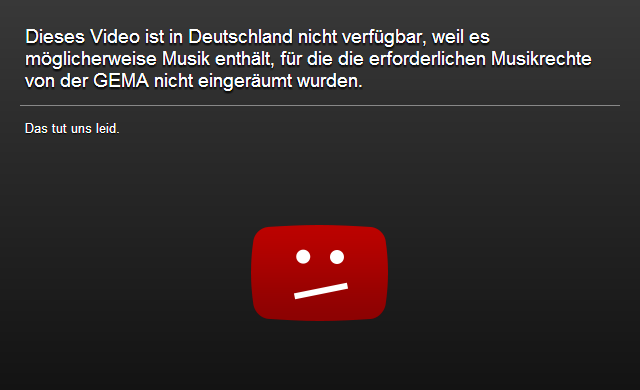
Hinweistafel mit dem alten Text

In Deutschland waren ab 2009 viele Musikvideos nicht verfügbar, unter anderem vom Musikkonzerne-Joint-Venture Vevo, aber auch solche, die nicht durch die GEMA oder eine andere Verwertungsgesellschaft vertreten werden. So haben Datenjournalisten von Opendatacity 2013 nach Auswertung der 1000 beliebtesten YouTube-Videos festgestellt, dass 62 % davon in Deutschland nicht verfügbar sind. Betroffen waren außerdem auch häufig Videos, die gar keine Musikvideos im eigentlichen Sinne sind, sondern Musik zur Begleitung künstlerischer oder sportlicher Darstellungen oder Hintergrundmusik, aber auch zufällig laufende Musik beim privaten Video einer Party beinhalten. Beim Aufruf einer solchen Seite wurde das Video blockiert. Bis Februar 2014 wurde der folgende Hinweis eingeblendet:

„Dieses Video ist in Deutschland nicht verfügbar, weil es möglicherweise Musik enthält, für die die erforderlichen Musikrechte von der GEMA nicht eingeräumt wurden.“

Die GEMA bezeichnete das als irreführend: YouTube habe nie eine Lizenzierung durch die GEMA beantragt; die Auswahl der Videos sei darüber hinaus rein zufällig. Die GEMA hatte daher Unterlassungsklage gegen die Einblendung der Hinweistafeln beim Landgericht München beantragt. Am 25. Februar 2014 wurde der Klage stattgegeben. Das Landgericht München I urteilte, dass die Hinweistafeln eine „absolut verzerrte Darstellung der rechtlichen Auseinandersetzung zwischen den Parteien zu Lasten der GEMA“ seien. Der Text wurde daraufhin geändert in:

„Dieses Video ist in Deutschland leider nicht verfügbar, da es Musik enthalten könnte, über deren Verwendung wir uns mit der GEMA bisher nicht einigen konnten.“

Am 7. Mai 2015 wurde das Urteil durch das Oberlandesgericht München weitgehend bestätigt.
Durch besondere Vorkehrungen (beispielsweise die Nutzung von Proxy-Servern) war es allerdings möglich, diese Sperren zu umgehen. Zur vereinfachten Nutzung wurden für die Webbrowser Firefox, Chrome, Safari und Opera im Internet verschiedene Unblocker-Add-ons angeboten.
Am 1. November 2016 verkündete YouTube, sie habe sich mit GEMA geeinigt. Die zukünftigen Lizenzierungsabgaben und Abgeltungen rückwirkend bis 2009 wurden vereinbart und die Sperre von Musikvideos mit Musik der von der GEMA vertretenen Musiker aufgehoben. Über die Höhe der von YouTube an die GEMA pro Abruf entrichteten Beträge wurde Stillschweigen vereinbart.

#### Weitere Auseinandersetzungen
Am 14. Juli 2006 verklagte US-Journalist Robert Tur YouTube auf 150.000 US-Dollar, weil ein von ihm aufgezeichnetes Video ohne seine Zustimmung veröffentlicht worden war.
Im März 2007 kündigte der US-amerikanische Medienkonzern Viacom eine Schadenersatzklage gegen Google wegen Urheberrechtsverletzungen auf YouTube an. Es gehe dabei um eine Schadenersatzsumme von einer Milliarde US-Dollar. Zuvor hatte Viacom, zu dem Fernsehsender wie MTV oder Comedy Central gehören, gefordert, dass mehr als 100.000 Videos von den YouTube-Seiten entfernt werden. Die Forderungen wurden in erster Instanz zurückgewiesen.
Ende Dezember 2008 forderte die Warner Music Group YouTube auf, alle illegal hochgeladenen Videos zu löschen. Begründet wird diese Forderung damit, dass man sich mit dem Portalbetreiber Google nicht über ein Lizenzabkommen habe einigen können. Einige Musikstücke von Warner-Künstlern wurden daraufhin von der Seite zurückgezogen.
2010 konnte sich YouTube vor einem spanischen Gericht in Madrid bei einer Klage gegen den Fernsehsender Telecinco durchsetzen: YouTube sei nicht verantwortlich für Urheberrechtsverletzungen seiner Nutzer. Google feierte dies indes als „Sieg für das Internet“.
Anfang November 2008 wurden Musikstücke aus dem Weihnachtsalbum A Winter Symphony und Konzertmitschnitte der Symphony Tour von Sarah Brightman mit Bildern und Videos auf YouTube eingestellt. Das LG Hamburg hat im Hinblick auf drei Musikstücke der Klage stattgegeben. Das OLG Hamburg hat YouTube im Hinblick auf sieben Musikstücke verurteilt, diese nicht mehr zum Download bereitzuhalten und außerdem Auskunft über Namen, Anschriften und E-Mail-Adressen der Nutzer, die die Inhalte eingestellt hatten, zu erteilen. Im Revisionsverfahren hat der Bundesgerichtshof die Sache dem Europäischen Gerichtshof (EUGH) vorgelegt, weil einige Rechtsfragen im Zusammenhang mit der Auslegung europäischer Richtlinien ungeklärt sind und vom EuGH entschieden werden müssen.

#### Content ID
Um weitere Klagen zu vermeiden, führte YouTube das Content-ID-System ein:

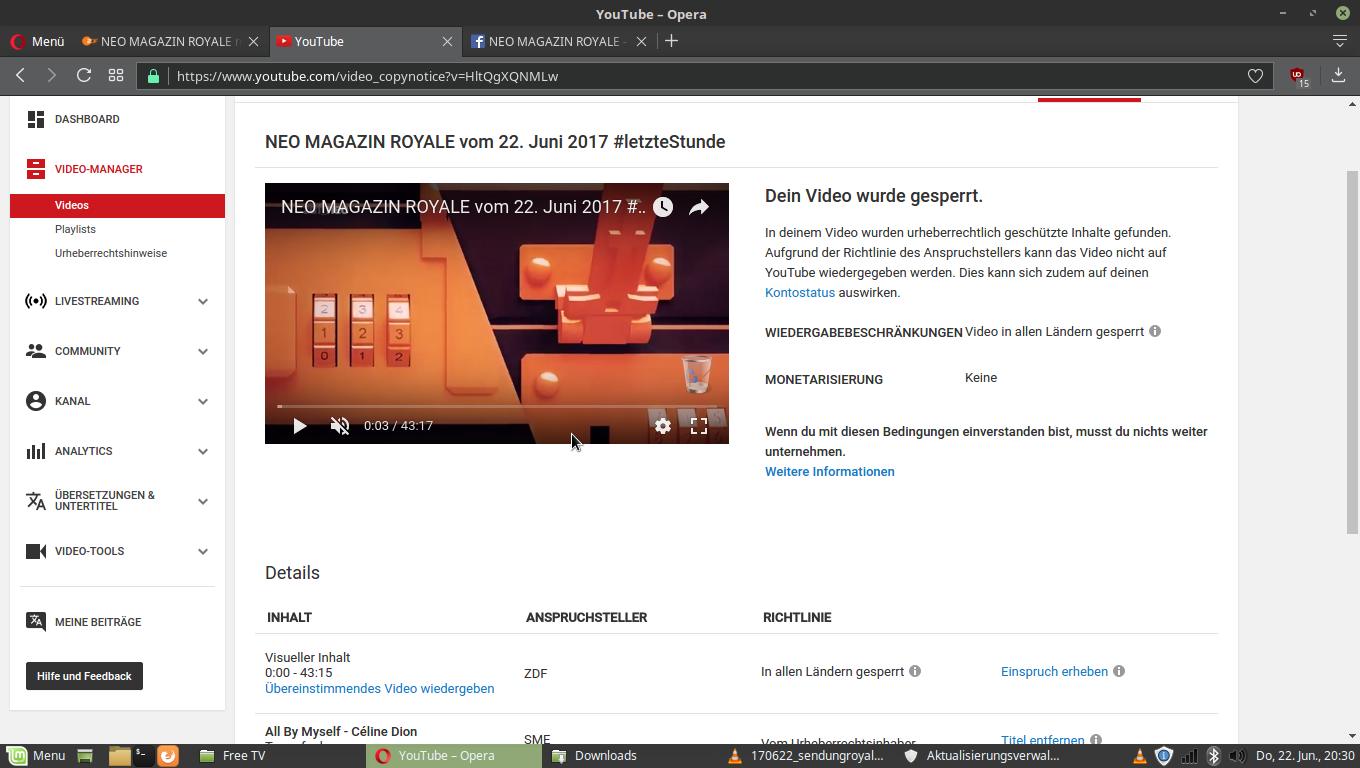
ZDF beansprucht Inhalt auf YouTube für sich und sperrt das Video weltweit

Urheberrechtsinhaber können sogenannte Referenzdateien in die Referenzdatei-Datenbank (oder: „Content-ID-Datenbank“) hochladen. Jedes hochgeladene Video wird mit allen Referenzdateien verglichen. Werden Übereinstimmungen gefunden, wird je nach Auswahl des Urheberrechtsinhabers das Video gesperrt, Werbung zugunsten desjenigen, der die Datei hochgeladen hat, deaktiviert oder Werbung zugunsten des Urheberrechtsinhabers geschaltet. Die Content-ID-Datenbank umfasste im November 2018 mehr als 80 Millionen Dateien von mehr als 9000 Organisationen und Personen.
Von Seiten vieler YouTube-Benutzer wird das Content-ID-System heftig kritisiert; die Algorithmen erkennen häufig auch legal hochgeladene und monetarisierte Videos und YouTube prüft nicht, ob derjenige, der die Referenzdatei hochgeladen hat, tatsächlich Urheber der Datei ist, was Missbrauch zulässt.

### Fragwürdige Inhalte
Nach den YouTube-Gemeinschaftsrichtlinien von YouTube sind die folgenden Inhalte und Beiträge unerwünscht:
- Nacktheit oder pornographische Inhalte
- schädliche oder gefährliche Inhalte
- gewalttätige oder grausame Inhalte
- Beiträge mit ungeklärtem Urheberrecht oder Urheberrechtsverletzungen
- hasserfüllte Inhalte oder Aufstachelung zur Gewalt gegen Einzelpersonen oder gegen Gruppen aufgrund von ethnischer Zugehörigkeit, Religion, Behinderung, Geschlecht, Alter, Nationalität, Veteranenstatus oder sexueller Orientierung oder geschlechtlicher Identität
- bedrängendes Verhalten, Nachstellung („stalking“), Drohungen, Belästigungen, Einschüchterungen, Eingriffe in die Privatsphäre oder Offenlegung personenbezogener Daten anderer.[169]

Von Nutzern beanstandete oder als anstößig gemeldete Videos werden von YouTube-Mitarbeitern überprüft und gegebenenfalls gelöscht.

### Sanktionierungspraxis

#### Aktivitäten des YouTube-eigenenEnforcement Teams
Hochgeladene Videos können von einem „Enforcement Team“ (deutsch etwa: Vollstreckungs-Arbeitsgemeinschaft) bei YouTube auf ihren Inhalt hin überprüft werden. Eine Vorzensur wäre technisch kaum möglich. Um unerwünschte Filme von dem Portal entfernen zu können, ist YouTube darauf angewiesen, dass Nutzer dem Portal problematische Videos melden, so dass gegebenenfalls ein Beitrag durch YouTube gelöscht werden kann.
Ein Problem stellt die technische Möglichkeit dar, Maßnahmen zum Jugendmedienschutz bei Videos zu umgehen, die nicht gelöscht, sondern nur mit einer Altersangabe versehen werden.
Obwohl es laut den Nutzungsbedingungen von YouTube nicht erlaubt ist, Videos mit rassistischem oder hetzerischem Inhalt hochzuladen, werden diese Clips, wenn sie von Zuschauern als unangebracht deklariert wurden, bisweilen nicht gelöscht, sondern lediglich ausschließlich für registrierte Nutzer zugänglich gemacht. Da bei einer Registrierung keine Altersverifizierung durchgeführt wird, stößt YouTube vor allem bei Jugendschützern und deutschen Medien auf Kritik.
Ein Beitrag von Report Mainz im August 2007 berichtete, dass bei YouTube diverse rassistische und volksverhetzende Videoclips verfügbar seien, die trotz mehrerer Hinweise seitens des Reporterteams und der Jugendmedienschutz-Einrichtung jugendschutz.net nicht gelöscht wurden. Daraufhin kündigte der Zentralrat der Juden in Deutschland strafrechtliches Vorgehen gegen YouTube an.
Laut der Journalistin Karolin Schwarz (2020) haben auf YouTube „ungezählte Verschwörungsfreunde, rechte Kommentatoren, Aktivisten und Kanalbetreiber, die eine Mischung aus allen dreien sind, ein Zuhause gefunden“. Die Soziologin Zeynep Tufekci bezeichnete in der New York Times YouTube als den „großen Radikalisierer“. Beim Ansehen von Wahlkampfauftritten Donald Trumps auf YouTube zu Recherchezwecken seien ihr Videos von Rassisten oder Holocaustleugnern präsentiert worden. Auch aus Brasilien berichteten YouTube-Nutzer der New York Times, wie sie sich auf YouTube mit Ideologien des rechten Rands vertraut machten. Auch eine Analyse von Jonas Kaiser, Yasodara Córdova und Adrian Rauchfleisch bestätigte, dass brasilianischen YouTube-Nutzern nach Videos zu politischen wie auch Unterhaltungsthemen vor allem rechte verschwörungstheoretische Videos und Kanäle vorgeschlagen wurden. Die Kommunikationswissenschaftler Rauchfleisch und Kaiser hatten bereits in einer früheren Untersuchung hinsichtlich deutscher YouTube-Nutzer herausgefunden, dass beim Ansehen eines Kanals aus dem rechten Spektrum – auch wenn es aus Neugier erfolgt war oder man nach einem bestimmten Begriff gesucht und zufällig auf das Video geklickt hatte – eher weitere Kanäle aus demselben Spektrum in Deutschland vorgeschlagen wurden.
Ein großes (rein technisches?) Problem stellt die zügige Entfernung von Videos über Geiselnahmen und die Anwendung von Gewalt durch Terroristen dar.

#### Löschanfragen staatlicher Organe
Staatliche Organe in Rechtsstaaten machen YouTube gegenüber immer wieder Verstöße gegen Gesetze des betreffenden Staates geltend, die in einer Löschaufforderung an YouTube münden. Zwischen Juli und Dezember 2015 gingen so 6.144 Löschanfragen bei YouTube ein, von denen in 4.242 Fällen der beanstandete Inhalt entfernt wurde. Dabei kamen lediglich in 744 Fällen Verstöße gegen die Community-Richtlinien zum Tragen.
Es gibt jedoch eine Vielzahl landes- bzw. kulturspezifischer Rechtsvorschriften in einzelnen Staaten, die nicht weltweite Gültigkeit beanspruchen können. Beispiel für solche Vorschriften sind etwa die Bestimmungen des deutschen und des österreichischen Strafgesetzbuchs, die der nationalsozialistischen Vergangenheit beider Länder Rechnung tragen sollen, z. B. der § 86a des deutschen Strafgesetzbuchs („Verwenden von Kennzeichen verfassungswidriger Organisationen“). Danach macht sich jeder strafbar, der von Deutschland aus Videos hochlädt, in denen deutlich Hakenkreuze erkennbar sind und die nicht unter die Ausnahmevorschrift nach § 86 Absatz 3 StGB fallen. YouTube lehnt es jedoch ab, solche Videos generell zu löschen, da nach geltendem amerikanischen Recht das öffentliche Zeigen von Hakenkreuzen legal ist.
Bei YouTube kann somit ein deutschsprachiges Video gezeigt werden, das nach ausländischem Recht zulässig ist und deshalb nicht gelöscht wird. Der Nutzer, der es aus Deutschland hochgeladen hat, kann jedoch trotzdem in Deutschland strafrechtlich verfolgt werden.

### Authentizität der Videos
Ebenso wie andere Online-Dienste mit Social-Networking-Charakter wird YouTube zunehmend als Plattform für Guerilla-Marketing genutzt. Die Authentizität von Inhalten ist häufig nur schwierig zu beurteilen.
Besondere Aufmerksamkeit erregten in der Vergangenheit unter anderem ein politisches Video, das sich kritisch mit dem ehemaligen US-amerikanischen Präsidentschaftskandidaten Al Gore und seinem Engagement für eine Reduzierung des Ausstoßes von Treibhausgasen beschäftigte, sowie die tagebuchartigen Veröffentlichungen einer Video-Bloggerin mit Pseudonym lonelygirl15, welche den vermeintlichen Alltag eines vorgeblich streng religiös erzogenen 16-jährigen US-Teenagers namens „Bree“ zum Inhalt hatten.
In beiden Fällen wurden Videos gezielt von Medienagenturen produziert, jedoch mit dem Anschein verbreitet, von Privatpersonen hergestellt und veröffentlicht worden zu sein. Kritische Stimmen, die bereits frühzeitig die Glaubhaftigkeit und den Ursprung der Videos in Frage stellten, hatten zunächst keinen negativen Einfluss auf die große Aufmerksamkeit und Beliebtheit, die die Veröffentlichungen jeweils erlangten.
Im Falle des Al-Gore-Videos konnten Beziehungen der produzierenden Werbeagentur zum Mineralölkonzern ExxonMobil und zum Automobilhersteller General Motors aufgezeigt werden. Im Falle lonelygirl15 handelte es sich nach Auskunft der Produzenten um ein Experiment im Geschichtenerzählen („an experiment in storytelling“). Die Rolle der „Bree“ wurde von der neuseeländischen Schauspielerin Jessica Lee Rose gespielt.

### Vorgehen gegen Download-Portale
Zusammen mit der RIAA geht YouTube gegen Download-Portale vor, über welche sich Musiktitel von YouTube herunterladen lassen. So mussten im Juni 2018 mehrere Dienste unter Druck der RIAA, IFPI und BPI ihren Betrieb einstellen.
Anfang Juni 2023 wurde bekannt, dass YouTube ebenfalls gegen invidious.io vorgeht. Dabei handelt es sich um eine quelloffene Software, die eine alternative Benutzerschnittstelle für YouTube anbietet. Es setzt den Fokus auf Privatsphäre und ein ethisches Design. Außerdem kann man darüber Kanäle ohne Google-Konto abonnieren. Die Entwickler erhielten eine E-Mail von YouTubes Rechtsabteilung, in der ihnen vorgeworfen wurde, die AGB und Nutzungsbedingungen des Dienstes zu verletzen. Das Projekt teilt diese Ansicht nicht und entgegnet, man habe diesen Dokumenten nie zugestimmt. Installation und Betrieb übernehmen die Nutzer selbst auf eigenen Servern.

## Zensur
Als Zensur gilt im engeren Wortsinn das Eingreifen staatlicher oder sonstiger machtgestützter Institutionen, durch die im Sinne dieser Institutionen unerwünschte Inhalte von der Medienöffentlichkeit ferngehalten werden sollen. Wenn der Vorwurf erhoben wird, in einem Staat werde YouTube „zensiert“, dann ist zu beachten, dass es in Rechtsstaaten keine rechtsfreien Räume gibt. Die Tatsache, dass YouTube ein Video nicht löscht, bietet auch in Rechtsstaaten Nutzern, die ein Video hochladen, keinen Schutz vor einer „Nachzensur“, vor allem in Form einer Strafverfolgung durch Organe des betreffenden Staates.

Weltkarte zu Blockierungen von YouTube – Stand Januar 2019
Hat eine lokale YouTube-Version
Zugänglich
Blockiert
Ehemals blockiert

### Türkei
Am 6. März 2007 wurde in der Türkei der Zugriff auf YouTube erstmals gesperrt. Maßgeblich hierfür war ein Video, in dem das Andenken an den Staatsgründer Mustafa Kemal Atatürk beleidigt wurde, was nach dem Gesetz Nr. 5816 vom 25. Juli 1951 unter Strafe steht. Die längste durchgehende Sperre erfolgte nach Art. 8 Abs. 1 lit. b) des sogenannten „Internetgesetzes“ i. V. m. Art. 1 des Gesetzes Nr. 5816 von Mai 2008 bis Ende Oktober 2010. März 2014 sperrte die türkische Regierung Recep Tayyip Erdoğans die YouTube-Website infolge des Korruptionsskandals in der Türkei.

### China
Seit dem 31. Januar 2008 ist YouTube in der Volksrepublik China mit einigen Unterbrechungen gesperrt und nicht erreichbar. Die chinesische Medienbehörde hat mitgeteilt, dass damit der Zugriff und die Verbreitung von pornografischem Material verhindert werden sollen. Darüber hinaus möchte man angeblich sicherstellen, dass keine Videos im Internet gezeigt werden, die Staatsgeheimnisse verraten und somit der Stabilität der Gesellschaft schaden könnten.
Diese Zensur gilt jedoch nicht nur für YouTube, sondern für sämtliche Videoportale im Internet. Bereits seit dem 31. Januar 2008 dürfen in China erlaubte Videoportale nur noch von staatlich kontrollierten Unternehmen betrieben werden. Die chinesische Regierung kann dadurch bestimmen, welche Videos gezeigt werden dürfen und welche nicht.

### Pakistan
In Pakistan wurde am 22. Februar 2007 nach einer Entscheidung der Pakistan Telecommunication Authority YouTube wegen der Vielzahl der „non-Islamic objectionable videos“ blockiert. In einem Bericht wurde der Film Fitna als Ursache für die Sperre genannt.
Nachdem die beanstandeten Inhalte von den Servern entfernt worden waren, wurde die Sperre am 26. Februar 2007 aufgehoben. Am 20. Mai 2010, am Everybody Draw Mohammed Day wurde YouTube wieder gesperrt. Die Sperre wurde später wieder aufgehoben.
Im September 2012 wurde das Portal nach Protesten gegen das Video Innocence of Muslims gesperrt.
Ende Dezember 2012 war das Portal drei Stunden lang erreichbar, bevor es ohne Angabe von Gründen von der Regierung erneut gesperrt wurde.

### Weitere Staaten
- Marokko: Vom 25. bis 30. Mai 2008 war der Zugriff auf YouTube blockiert.[190]
- Thailand: Der Zugriff war von 2006 bis 2007 wegen beleidigender Videos bezüglich König Bhumibol Adulyadej blockiert.[191]
- Iran: Am 3. Dezember 2006 wurde YouTube zusammen mit weiteren Seiten blockiert, nachdem diese für unmoralisch erklärt worden waren. Die Sperre wurde kurzzeitig aufgehoben, aber nach der Präsidentschaftswahl im Iran 2009 wieder aktiviert.[192][193]
- Libyen: Am 24. Januar 2010 wurde die Seite auf unbestimmte Zeit blockiert, nachdem dort Videos hochgeladen worden waren, die Demonstrationen der Familien der 1996 im Abu-Salim-Gefängnis getöteten Gefangenen zeigten.
- Russland: Nachdem YouTube am 28. September 2021 die deutschen Kanäle des russischen Propagandasenders RT sperrte, drohte Russland mit der Sperre von YouTube in Russland.[194]

## Sabotage und Hackerangriffe
Immer wieder werden bekannte Videokanäle auf YouTube angegriffen und verändert.

### Sesamstraße
Im Oktober 2011 wurde der YouTube-Kanal der amerikanischen Ausgabe der Sesamstraße manipuliert. Neben der Umbenennung wurden pornographische Inhalte in den Kanal geladen und unflätige Kommentare veröffentlicht. Der Kanal hatte zum Zeitpunkt des Angriffs etwa 140.000 Abonnenten und fast 500 Millionen Videoaufrufe.

### Microsoft
Unbekannte verschafften sich am 23. Oktober 2011 Zugang zum YouTube-Konto von Microsoft und löschten diverse Inhalte, veränderten den Hintergrund und luden eigene Videos hoch. Microsoft erlangte jedoch am nächsten Tag bereits wieder die Kontrolle über den Kanal.

## YouTube Secret Talents Award
Der „YouTube Secret Talents Award“ wurde 2007 ins Leben gerufen und letztmals 2011 veranstaltet. Er wurde parallel mit der YouTube-Aktion „Deutschland-Star“ gestartet. Der Wettbewerb diente zur Förderung der „kreativen User“ der Plattform. Nutzer sollten ihr Talent über hochgeladene Videos unter Beweis stellen. Eine prominente Jury nominierte dann aus den eingesendeten Videos die besten 25 bzw. 6 im Jahr 2011. Diese nominierten Videos wurden dann von der YouTube-Gemeinschaft bewertet. Der Wettbewerb endete mit einer Gala, zu der alle Nominierten eingeladen waren. Neben dem Gewinner wurden auch die Platzierungen 2 und 3 mit einer Auszeichnung geehrt.

## YouTube TV
Seit dem 28. Februar 2017 existiert YouTube TV mit einem kostenpflichtigen Video-on-Demand- und Streaming-Angebot mit Registrierungspflicht. Das Angebot von YouTube TV umfasst die wichtigsten US-amerikanischen Sender wie ABC, CBS, NBC, Fox, FX Network, AMC, CNN, Fox News, TBS, Discovery Channel und ESPN, deren Programme abgerufen werden können. Der Dienst steht zurzeit nur Nutzern mit US-amerikanischer IP-Adresse zur Verfügung (Stand November 2019). Insgesamt können die über eine Million Nutzer (2019) mehr als 70 Kanäle sowie Eigenproduktionen von YouTube zu einem Preis von monatlich 50 US-Dollar (November 2019) abrufen.

## YouTube Spaces (2012–2021)
Ab Sommer 2012 eröffnete Google an mehreren Standorten weltweit YouTube Spaces, um erfolgreiche Partner durch Produktionskapazitäten und Schulungen unterstützen zu können. Dabei handelt es sich um professionelle Studios für die Aufzeichnung von YouTube-Videos, die unter anderem mit hochauflösenden Kameras, modernster Audio-Technik und Räumen für Aufnahmen mit der Bluescreen-Technik ausgestattet sind. Als erster ging im Juli 2012 der „YouTube Space“ im Londoner Stadtteil Soho in Betrieb. Es folgte im November 2012 die mit gut 3.800 m² bislang größte derartige Einrichtung, der „YouTube Space Los Angeles“. Dieser wurde in einem ehemaligen Helikopter-Hangar des vormaligen Hughes Airport in Playa del Rey errichtet. Ein dritter „Space“ ging im Februar 2013 in Tokio in Betrieb. Es folgte im Herbst 2014 noch ein „Space“ für die US-Ostküste in New York City. Im April 2015 eröffnete Google in Berlin den ersten „YouTube Space“ in Deutschland. Im Jahr 2021 wurde bekannt, dass YouTube aufgrund eines globalen Strategiewechsels alle seine YouTube Spaces schloss.

## YouTube Premium
„YouTube Premium“ ist ein kostenpflichtiges Abonnement von YouTube, das zurzeit in 29 Ländern angeboten wird. Vor der Umbenennung war „YouTube Premium“ als „YouTube Red“ bekannt. Seine Funktionen sind Werbefreiheit, die Möglichkeit, Videos auf Android und iOS offline und im Hintergrund anzuschauen sowie ein mit inbegriffenes YouTube-Music-Abonnement. Eigenproduzierte Filme und Serien finden sich unter den sogenannten „YouTube Red Originals“ wieder. Seit Mitte Juni 2018 ist „YouTube Premium“ auch in Deutschland und seit dem 14. November 2018 auch in der Schweiz und Österreich verfügbar.

## Auszeichnungen
2007 wurden die Gründer Steve Chen und Chad Hurley von der International Academy of Digital Arts and Sciences bei der elften Verleihung des Webby Awards als Personen des Jahres mit einem Preis ausgezeichnet. 2009 erhielt der in Merseburg geborene Jawed Karim den Sonderpreis des Deutschen IPTV Award.

## Reichweitenstärkste YouTube-Kanäle

### Nach Views
| Lf. | WR* | Benutzer                   | Views      |
| --- | --- | -------------------------- | ---------- |
| 1.  | 1.  | T-Series                   | 199,2 Mrd. |
| 2.  | 2.  | Cocomelon – Nursery Rhymes | 136,2 Mrd. |
| 3.  | 3.  | SET India                  | 126,5 Mrd. |
| 4.  | 4.  | Sony SAB                   | 83,0 Mrd.  |
| 5.  | 5.  | Like Nastya                | 82,3 Mrd.  |

| Lf. | WR*  | Benutzer               | Views     |
| --- | ---- | ---------------------- | --------- |
| 1.  | 338. | Tsuriki Show           | 19,9 Mrd. |
| 2.  | 340. | Kinder Spielzeug Kanal | 9,4 Mrd.  |
| 3.  | 581. | Crazy Frog             | 6,9 Mrd.  |
| 4.  | 644. | ArkivaShqip            | 6,6 Mrd.  |
| 5.  | 745. | FAMILY BOOMS           | 6,5 Mrd.  |

WR = World Ranking